# Xenopus andrei
Xenopus andrei е вид жаба от семейство Безезични жаби (Pipidae). Видът не е застрашен от изчезване.

## Разпространение
Разпространен е в Габон, Камерун и Централноафриканска република.